# Протесты в Грузии (2009)
В 2009 году в Грузии прошли массовые протесты коалиции оппозиционных партий против правительства президента Михаила Саакашвили. Тысячи людей, в основном в столице, Тбилиси, начиная с 9 апреля 2009 года, выступили с требованием отставки Саакашвили. В первый день демонстраций в Тбилиси собралось до 60 000 человек. Активисты оппозиции ожидали от 100 000 до 150 000 участников. Протесты продолжались более трех месяцев, хотя со временем в них количество людей становилось меньше, чем в первые дни. 26 мая 2009 года, в День независимости Грузии, в акции приняли участие 50 000 протестующих. Сначала это была мирная демонстрация, но позже между грузинской полицией и протестующими произошли столкновения. Участников ежедных митингов становилось меньше и вся эта затея закончилась без каких-либо ощутимых результатов, и 24 июля — на 107 день после начала митингов акции протестов окончательно затухли.

## Планы оппозиции
27 марта 2009 года 13 оппозиционных партий согласились провести совместную акцию протеста с требованием отставки Саакашвили, о чём они заявили в объявлении под названием «Манифест единства». Подписанный Альянсом за свободу (объединяющего Партию свободы,Партию женщин за справедливость и равенство; Традиционалистов и Партию будущего); Консервативная партия (лидеры — Каха Кукава и Звиад Дзидзигури); Демократическое движение — Единая Грузия (под руководством Нино Бурджанадзе); Путь Грузии (под руководством Саломе Зурабишвили); Партию промышленников (под руководством Зураба Ткемаладзе и пивного магната Гоги Топадзе); Движение за единую Грузию (основанной экс-министром обороны Ираклием Окруашвили); Народная партия (во главе с Кобой Давиташвили); и Альянс за Грузию, объединяющий « Новые права», Республиканскую партию и политическую команду Ираклия Аласания, которая ранее высказывала сомнения по поводу присоединения к манифестациям. Леван Гачечиладзе, бывший кандидат в президенты от оппозиции, присоединился к союзу в качестве отдельного политика.
По словам пресс-секретаря партии «За единую Грузию» Эки Беселия, протест призван сменить власть конституционным путем. "Акция будет остановлено только тогда, когда власть Саакашвили уйдёт в отставку. Мы заставим его мирным, но общенациональным протестом уйти в отставку «, — сказала Беселия 13 марта. 8 апреля Саломе Зурабишвили подчеркнула, что демонстранты будут оставаться на улицах до ухода президента в отставку.
Дата 9 апреля 2008 года была выбрана потому, что это была 20-летняя годовщина со дня памяти о 20 митингующих и событии, когда Советская армия разогнала митинг за независимость в Тбилиси.
Оппозиционные партии обвинили Саакашвили в концентрации всей власти на себе, применении спецназа для подавления митингов оппозиции в 2007 году и катастрофе в ходе войны в 2008 году. „Я не думаю, что должно быть сюрпризом, что после того, как мы потеряли 20 % территории Грузии и не имеем демократии в стране, мы просим об отставке президента“, — сказала лидер оппозиции Нино Бурджанадзе.

## Подготовление
8 апреля оппозиционная телекомпания „Маэстро“ из Тбилиси показала короткий видеоролик, в котором информировала общественность о том, что оппозиция и ее сторонники начнут собираться в разных местах столицы — на площади Авлабари, в Тбилисском государственном университете и в общественных местах. Впоследствии офис вещателя присоединился к зданию парламента на проспекте Руставели.
Иностранные дипломаты призвали к диалогу между правительством и оппозицией а Грузинская православная церковь призвала оппозицию, правительство и грузинскую армию не прибегать к насилию. Офис грузинского общественного защитника Созар Субари и группа местных неправительственных организаций также следили за событиями. Ираклий Аласания, лидер Альянса за Грузию, заявил, что оппозиция готова сотрудничать с правоохранительными органами для обеспечения безопасности во время митингов.
Президент Саакашвили заявил, что „альтернативы диалогу не существует“, и правительство готово говорить даже „с самой маленькой и самой радикальной группой“. Министр внутренних дел Грузии Вано Мерабишвили заявил, что власти проявят „максимальную терпимость“ по отношению к протестующим, а полиция ответит насилием только в случае попыток оппозиции штурмовать правительственные здания. Пожарные команды и сотни полицейских в полном снаряжении были размещены во дворе парламента в центре Тбилиси утром 9 апреля.

## Первый день демонстраций
Утром 9 апреля партия»Демократическое движение — Единая Грузия" заявила, что 60 ее членов были арестованы в ходе ночных рейдов. 9 апреля в Тбилиси собралось до 60 000 человек. Протестующие дали Саакашвили время до 11:00 утра в пятницу, 10 апреля, чтобы выстоять день и согласиться с требованиями. Несколько сотен протестующих провели ночь у здания парламента. Лидеры оппозиции попросили людей снова встретиться во второй половине дня на следующий день. Эка Беселия сказал, что не ожидает, что Саакашвили будет придерживаться крайнего срока, и что конкретные действия были запланированы на пятницу.

## Второй день демонстраций
10 апреля около 20 000 человек приняли участие в акции неповиновения в Тбилиси. Оппозиция объявила о начале национальной кампании неповиновения. Основные дороги в Тбилиси были перекрыты на шесть часов, в результате чего движение в городе парализовалось. Оппозиция заявила, что одно и то же действие будет повторяться каждый день.

## Продолжение протестов
Грузинская оппозиция заявила 12 апреля 2009 года, что продолжит мирные протест с требованием отставки президента Михаила Саакашвили, несмотря на свое предыдущее решение провести перерыв на религиозный праздник.
13 апреля 2009 года протестующие разбили лагерь возле офиса президента Саакашвили. Лидеры оппозиции заявили, что готовы вести переговоры с президентом, но выборы были единственным выходом из тупика.
Лидеры оппозиции обязались продолжать мирные протесты, но 6 мая 2009 года протестующие и полиция столкнулись возле здания полиции. В МВД сообщили, что 22 протестующих и шесть полицейских получили ранения. Оппозиция заявила, что несколько ее лидеров также лечились в больнице. Протестующие собрались у здания полиции, чтобы потребовать освобождения трех активистов оппозиции, задержанных за избиение журналиста 5 мая 2009 года.
26 мая 2009 года, в день независимости Грузии, 50 000 протестующих собрались с требованием, чтобы Саакашвили подал в отставку. Оппозиция также вынудила правительство отменить ежегодный военный парад. Лидеры оппозиции по-прежнему настаивали на том, что протесты будут продолжаться до тех пор, пока Саакашвили не уйдет в отставку. Саакашвили, со своей стороны, еще раз повторил свой отказ.
28 мая 2009 года несколько демонстрантов и пять полицейских были ранены в результате столкновения недалеко от места проведения протеста возле здания парламента. По данным грузинского правительства, по меньшей мере один полицейский был ранен, а другие избиты. Однако оппозиция опровергла эти сообщения и заявила, что около 20 полицейских в штатском напали на митингующих и избили дубинками. Телевизионные снимки, транслированные телеканалом «Маэстро», показали, что десятки мужчин в гражданской одежде сталкиваются друг с другом на небольшой улице возле парламента. Лидер оппозиции Каха Кукава заявил, что столкновение было «провокацией со стороны группы полицейских, которые начали избивать людей». На телевизионных снимках было изображено несколько раненых протестующих, у одного из которых из головы текла кровь.
В середине июня 2009 года начались жестокие столкновения между грузинской полицией и протестующими в Тбилиси.

## Международная реакция
На встрече 28 государств НАТО и их грузинского коллеги в Брюсселе 5 мая 2009 года НАТО призвала к диалогу между правительством Грузии и оппозицией, к реформам, обеспечивающим свободу СМИ и ассамблеи, и к тому, чтобы правительство избежало насилия против протестующих.

## Влияние на грузинскую экономику
7 апреля 2009 года Fitch Ratings предупредило, что долгосрочный кредит Грузии может быть понижен из-за политической нестабильности перед запланированными протестами. 9 апреля 2009 года премьер-министр Грузии Ника Гилаури предупредил, что политическое противостояние и митинги в стране нанесут удар по экономике Грузии.